# Un colpevole senza volto
Un colpevole senza volto (Conduct Unbecoming) è un film del 1975 diretto da Michael Anderson.

## Trama
Due militari inglesi vengono destinati a un reggimento di cavalleria in India. Uno dei due, scontento del trasferimento, cerca di farsi rispedire in patria comportandosi in modo poco ortodosso. Così, quando la vedova di un eroe viene assalita, tutti gli danno addosso. Ma è innocente e il suo amico, nominato difensore in un processo non ufficiale, riesce a scagionarlo.